# Medford, Oklahoma
Medford är administrativ huvudort i Grant County i Oklahoma. Orten har fått namn efter Medford, Massachusetts. Vid 2010 års folkräkning hade Medford 996 invånare.